# Doyenus uncus
Doyenus uncus là một loài bọ cánh cứng trong họ Tenebrionidae. Loài này được D. Iwan miêu tả khoa học năm 1996.